# إبراهيم الحاريصي
الشيخ إبراهيم الحاريصي العاملي (ت. 1185 هـ). هو رجل دين شيعي لبناني، ولقبه الحاريصي نسبة إلى حاريص، وهي قرية تابعة لقضاء بنت جبيل في أقصى جنوب لبنان (جبل عامل). ذكره محسن الأمين في أعيان الشيعة مثنياً عليه بقوله عنه: ”عالم فاضل شاعر مجيد يعد في طليعة شعراء جبل عامل في ذلك العصر“.

### الكتب
- أعيان الشيعة. محسن الأمين، طبع بيروت - لبنان، تاريخ الطبع مفقود، منشورات دار التعارف.
- الذريعة إلى تصانيف الشيعة. آغا بزرگ الطهراني، طبع بيروت - لبنان، تاريخ الطبع مفقود، منشورات دار الأضواء.

### إشارات مرجعية
1. ↑  
الأمين، محسن. أعيان الشيعة - ج2. ص. 116. مؤرشف من الأصل في 2019-12-09.